# Orlando Baccino
Orlando Baccino Granja (Buenos Aires, 25 december 1970) is een voormalig judoka uit Argentinië, die zijn vaderland viermaal op rij vertegenwoordigde bij de Olympische Spelen: in 1992 (Barcelona), 1996 (Atlanta), 2000 (Sydney) en 2004 (Athene). 

## Erelijst

### Pan-Amerikaanse Spelen
- – 1991 Havana, Cuba (+ 95 kg)
- – 1991 Havana, Cuba (Open klasse)
- – 1995 Mar del Plata, Argentinië (+ 95 kg)
- – 1999 Winnipeg, Canada (+ 100 kg)

### Pan-Amerikaanse kampioenschappen
- – 1992 Hamilton, Canada (+ 95 kg)
- – 1994 Santiago, Chili (+ 95 kg)
- – 1996 San Juan, Puerto Rico (+ 95 kg)
- – 1997 Guadalajara, Mexico (+ 95 kg)
- – 2000 Orlando, Verenigde Staten (+ 100 kg)
- – 2000 Orlando, Verenigde Staten (Open klasse)
- – 2001 Córdoba, Argentinië (+ 100 kg)
- – 2001 Córdoba, Argentinië (Open klasse)
- – 2009 Buenos Aires, Argentinië (+ 100 kg)
- – 2010 San Salvador, El Salvador (Open klasse)
- – 2011 Guadalajara, Mexico (+ 100 kg)